# Robert Arbuthnot
Robert Keith Arbuthnot, 4th Baronet KCB MVO (Alderminster, 23 maart 1864 - Noordzee bij Denemarken, 31 mei 1916) was een Brits marineofficier tijdens de Eerste Wereldoorlog. Hij sneuvelde tijdens de Zeeslag bij Jutland toen het Cruiser Squadron dat onder zijn bevel stond onder vuur kwam bij een verkeerd ingeschatte aanval op de Duitse vloot.

## Persoonlijk leven
| Het wapen van de Arbuthnot Baronets van Edinburgh                                                                                 |
| Sunbeam Tonneau |
| Met een dergelijke Triumph zonder verlichting en pedalen werd Sir Robert Keith Arbuthnot derde in de Single Cylinder TT van 1908. |

Robert Keith Arbuthnot werd geboren als zoon van majoor William Arbuthnot, 3e Baronet, en Alice Margaret Tompson. Op 5 juni 1889 nam hij de baronetcy van zijn vader over. In 1904 werd hij lid van de Royal Victorian Order (MVO). Robert Keith was erg sportief. Hij was Three-quarter back in het Rugby geweest, aanvoerder van het militaire team en hij speelde voor Hampshire. Hij was ook bokskampioen. Toen twee matrozen verhaal kwamen halen voor een opgelegde straf gaf hij hen bokshandschoenen en sloeg ze allebei neer. Toen drie van zijn mannen een "verrassingsaanval" op hem uitvoeren belandden er twee in het ziekenhuis. Hij was waarschijnlijk de enige admiraal die op het achterdek van een schip drie zwaaien aan de rekstok kon maken. Een Britse militaire veldloop heette "The Arburthnot Trophy". Met een Sunbeam Tonneau nam hij deel aan de Bexhill Speed Trials van 1904. Hij was sinds 1898 ook lid van de Motor Cycling Club (een dochtervereniging van de Auto-Cycle Union) en nam deel aan lange afstands-races. Inmiddels Kapitein-ter-zee kreeg hij in 1908 speciaal verlof om deel te nemen aan de tweede TT van Man als lid van het team van Triumph. Met een 3½pk-Triumph TT Model werd hij derde in de Single Cylinder TT, die door zijn teamgenoot Jack Marshall gewonnen werd. De TT-prijs voor militairen is naar hem vernoemd. In Saskatchewan (Canada) zijn een gehucht en een postkantoor naar hem vernoemd. Op 11 december 1897 trouwde hij met Lina MacLeay (1868-1935), een dochter van kolonel Alexander Caldcleugh MacLeay. Ze kregen een dochter: Rosalind Desiree (1906-1985).

## Carrière bij de Royal Navy
Arbuthnot kwam in 1877 bij de marine als cadet op het opleidingsschip Britannia. Toen hij commanderend officier was ontwikkelde hij de reputatie van zeer toegewijde, maar stugge en door details geobsedeerde "dwingeland", die de discipline genadeloos afdwong. Zelfs vergeleken met de strenge discipline bij de Royal Marines was zijn ijver op dat gebied opmerkelijk. In 1900, als kapitein van de HMS Royal Sovereign, schreef hij een ongeveer 300 pagina's tellend boekwerk, "A Battleship Commander's Order Book" met gedetaillerde opdrachten voor officieren en bemanning. De "Kings Regulations" voorzagen echter al in regels voor orde, tucht en discipline en de meeste kapiteins zouden daar slechts enkele pagina's aan toevoegen met hun eigen inzichten specifiek voor hun schip en de omstandigheden waarin het verkeerde. Hoewel het boek vele jaren later nog inzicht verschafte in de details van het leven aan boord van een slagschip, werd Arbuthnot het mikpunt van grappen door zijn tijdgenoten. Hij zou zelfs gevraagd hebben om het in zijn biografie in "Who's Who in the Navy" niet te vermelden. Hij besteedde extreem veel tijd aan zijn fysieke en geestelijke gezondheid, door - weer of geen weer - zware lichamelijke oefeningen aan dek te doen en dagelijks de kerkdiensten te bezoeken. Zijn collega-officieren zagen dit met verbijstering aan en zijn ondergeschikten zweefden tussen respect en angst, maar sommigen beschouwden hem als een fanaticus. Marine-historicus Andrew Gordon beschreef hem als "in een informele, zo niet klinische zin, krankzinnig".
In november 1901 raakte Arbuthnot ernstig gewond toen een 6-inch kanon op HMS Royal Sovereign bij de voorbereidingen van de verjaardag van koning Eduard VII ontplofte en 6 man doodde. Na zijn herstel werd hij op 26 juni 1902 bevorderd tot kapitein-ter-zee. 

### Diplomatieke rel
In januari 1910 hield Arburthnot, op dat moment kapitein van het slagschip HMS Lord Nelson, een toespraak voor de Auto-Cycle Union. Hij sprak daarbij vrijuit over de dreiging vanuit het Duitse Keizerrijk en vond dat er dringend maatregelen getroffen moesten worden. Als eerste moest de Liberal Party uit de regering worden gehouden (de Algemene verkiezingen stonden op stapel). Hij zei ook dat keizer Wilhelm II van Duitsland als sinds zijn troonsbestijging voorbereidingen trof om het Verenigd Koninkrijk binnen te vallen. Deze toespraak werd als zeer opruiend beschouwd, temeer omdat Britse vlagofficieren het bevel hadden om politieke intriges te vermijden. Vanzelfsprekend veroorzaakten Arbuthnots opmerkingen consternatie bij de Royal Navy en de Duitse regering diende een formeel protest in. De Britse Admiraliteit eiste een verklaring, maar Arbuthnot weigerde zijn opmerkingen terug te nemen of zich ter verontschuldigen. Hij werd van zijn bevel ontheven en kreeg een halfloon, maar kort daarna werd hij benoemd tot lid van het onderzeebootcomité en vervolgens tot commodore 2d klasse en commandant van het First Destroyer Flotilla in Harwich waar hij tot 1912 verbleef. In 1911 en 1912 was hij ook adjudant van koning George V. In 1912 werd hij bevorderd tot Rear Admiral. In 1913 werd hij benoemd tot opvolgend commandant van het Tweede Gevechtseskader onder bevel van viceadmiraal George Warrender. Hij voerde zijn eigen vlag op de Dreadnought HMS Orion. 

### Eerste Wereldoorlog
Toen de Eerste Wereldoorlog uitbrak keerde Arbuthnot's ijzeren maar ook slaafse discipline zich tegen hem. Tijdens de Raid on Scarborough (16 december 1914) door de Duitse Hochseeflotte onder commando van admiraal Friedrich von Ingenohl liet Arbuthnot een groep Duitse kruisers en torpedobootjagers onnodig ontsnappen. Arbuthnot wachtte tevergeefs op orders van viceadmiraal Warrender, die via vlagsignalen moesten worden gegeven. De kapitein van de Orion, Frederic Charles Dreyer had zijn 13,5 inch-kanonnen gericht op de Duitse schepen, maar mocht niet vuren, ondanks herhaalde verzoeken aan Arbuthnot. Toen Warrender, die het druk had met het leiden van het gevecht, besefte dat Arbuthnot op zijn signalen wachtte, gaf hij ze alsnog, maar de Duitse schepen waren al ontsnapt.
Arbuthnot werd in januari 1915 benoemd tot commandant van het 1st Cruiser Squadron, met de verouderde gepantserde kruiser HMS Defense als zijn vlaggenschip. Admiraal John Jellicoe, commandant van de Grand Fleet, merkte op dat het niet helemaal goed ging met het squadron onder Arbuthnot: "Arbuthnot is een van de beste kerels ter wereld, maar kan op de een of andere manier geen squadron leiden. Zijn eisen zijn te hoog en hij kan mensen niet met rust laten". Toch geloofde Jellicoe: "Hij zou van onschatbare waarde zijn als er gevochten wordt. Ik heb een hoge dunk van hem."

#### Zeeslag bij Jutland
HMS Defense met admiraal Arbuthnot aan boord werd bij de Zeeslag bij Jutland op 31 mei 1916 tot zinken gebracht. De gebeurtenis werd door admiraal van de vloot Lord Fisher beschreven als "een glorieuze maar geen gerechtvaardigde dood". Schout-bij-nacht Horace Hood, commandant van het 3e Battlecruiser Squadron, had korte tijd lichte cruiseschepen van de Duitse 2e verkenningsgroep bevochten en aanmerkelijke schade toegebracht. Hood vluchtte weg van de Hochseeflotte tijdens de eerste "Run to the North"-fase van de strijd. Arbuthnot had het gevecht gezien en besloot onstuimig de Duitse kruisers van dichtbij te benaderen voordat ze konden ontsnappen. Hij zette de achtervolging in, maar sneed daarbij de koers van van het 1st Battlecruiser Squadron van viceadmiraal David Beatty af. HMS Defense en HMS Warrior dwongen HMS Lion tot een snelle wending om een aanvaring te voorkomen. De Britse en Duitse kruisers beschoten elkaar met granaten terwijl ze naar het noorden koersten waardoor de Duitsers naar de hoofmacht van de Grand Fleet werden gelokt. Arbuthnot zat nu midden in de regen van granaten die de andere schepen juist hadden vermeden en hij blokkeerde bovendien het vuur van HMS Lion. Zijn derde kruiser, HMS Duke of Edinburgh, was er niet in geslaagd om voor de andere kruisers door te steken en bleef achter, terwijl de laatste kruiser, HMS Black Prince, te ver weg was om Arbuthnot in zijn roekeloze actie te steunen.
Arbuthnot was kennelijk van plan om op hoge snelheid de beschadigde maar nog drijvende Duitse lichte kruiser SMS Wiesbaden de genadeslag te geven. Tijdens zijn aanval blokkeerden zijn verouderde en slecht gepantserde schepen de schootslijnen van de beter gepantserde schepen van Beatty en werden ze zelf een makkelijk doelwit voor de vuurkracht van Franz von Hipper's moderne kruisers. Een luitenant die vanaf HMS Malaya toekeek, merkte later op: "Toen ik ze voor het eerst zag, wist ik al dat ze verdoemd waren." Binnen minuten werd de Defense vernietigd door een enorme explosie van de kruitkamer na een treffer van SMS Lützow. Kapitein Gunther Paschen van Lützow schreef later: "Van links naar rechts verschijnt er in het zichtveld van de periscoop een schip, onwaarschijnlijk groot en dichtbij. Op het eerste gezicht herken ik een oude Engelse gepantserde kruiser en geef de nodige orders...afstand 76 hm...vijf salvo's volgen snel, waarvan drie inschietschoten. Toen herhaalde zich de nu bekende aanblik van een ontploffend schip". Kapitein Georg von Hase van de kruiser SMS Derfflinger zag de Defensie ook, maar had zelfs geen tijd om zijn kanonnen te richten voordat ze door de Lützow werd opgeblazen.
HMS Warrior vocht door, maar werd al snel verlamd door vijftien granaatinslagen. Ze werd onbedoeld gered van de dreigende vernietiging door de super-dreadnought HMS Warspite, die vanwege een vastzittend roer in cirkels rond de Warrior moest draaien, waardoor ze zelf vijandelijk vuur aantrok. Terwijl Warspite's zware bepantsering haar in staat stelde het beuken te weerstaan en op eigen kracht naar de haven terug te keren, maakte Warrior van de gelegenheid gebruik om zich zwaar beschadigd terug te trekken. HMS Black Prince werd net als de Defense opgeblazen met verlies van alle opvarenden nadat ze in het donker de Duitse linie was binnengevaren. Daardoor was HMS Duke of Edinburgh het enige schip van Arbuthnot's 1st Cruiser Squadron dat de Zeeslag bij Jutland overleefde.
Arbuthnots onverstandige en onbezonnen rush naar de vijand was waarschijnlijk het gevolg van zijn onstuimige en overijverige aard. Nigel Steel en Peter Hart vergeleken hem in hun boek "Jutland 1916: Death in the grey wastes" (2003) met "een buldog met zijn tanden stevig in zijn prooi ... alsof hij en zij alleen maar bestonden. Geen enkele gedachte aan zijn rook die het zicht op de allerbelangrijkste kruisers en dreadnoughts verduisterde. Geen enkele gedachte aan wat voor hem zou kunnen liggen, verhuld door het slechte zicht. Niets, eigenlijk helemaal niets, althans voor zover nu kan worden beoordeeld." Arthur J. Marder vermoedde in 1966 in "Volume III: Jutland and after, May 1916 – December 1916." dat Arbuthnot's actie mogelijk ook deels voortkwam uit zijn fanatieke, bijna religieuze ijver om orders van de Grand Fleet te gehoorzamen. Daarin stond dat kruisers werden opgeroepen zelfstandig te zoeken naar de positie van de Duitse hoofdvloot en deze te melden. Walter Cowan, kapitein van de kruiser HMS Princess Royal zag de kruisers op de Duitse vloot af gaan en zei dat hij "alles zou wedden dat het Arbuthnot was."
De aanval van Arbuthnot was een fiasco, maar redde de torpedobootjager HMS Onslow, die een torpedo-aanval uitvoerde op de Duitse vloot, maar kon wegvluchten toen de Defense, Warrior en Warspite voordelige doelen voor de Duitsers werden. Commandant John Tovey was in 1941 betrokken bij het tot zinken brengen van de Bismarck.
Er werd een gedenkplaat voor Arbuthnot geplaatst in de St Giles' Cathedral in Edinburgh. Hij werd postuum tot commandeur in de Orde van het Bad benoemd, nadat hij in 1916 al tot "companion" was benoemd.